# Tukad Sumaga
Tukad Sumaga is een bestuurslaag in het regentschap Buleleng van de provincie Bali, Indonesië. Tukad Sumaga telt 5152 inwoners (volkstelling 2010).